# Ordre de Saint-Grégoire-le-Grand
 (octobre 2016).
Si vous disposez d'ouvrages ou d'articles de référence ou si vous connaissez des sites web de qualité traitant du thème abordé ici, merci de compléter l'article en donnant les références utiles à sa vérifiabilité et en les liant à la section « Notes et références ».
L'ordre de Saint-Grégoire-le-Grand est une distinction honorifique accordée par le Saint-Siège, à titre civil ou militaire. Fondé le 1er septembre 1831 par le pape Grégoire XVI en l'honneur du pape Grégoire Ier, il est modifié le 30 mai 1834.

## Présentation
C'est l'ordre conféré ordinairement pour services politiques de défense des États pontificaux. L'ordre est conféré à des catholiques (dans de rares cas à des non-catholiques), en reconnaissance de leur service à l'Église, de travaux inhabituels, de soutien au Saint-Siège, de leur bon exemple dans leurs communautés et pays.
Il est constitué de trois classes totalisant quatre grades :
- chevalier/dame ;
- chevalier/dame commandeur ;
- chevalier/dame commandeur avec plaque ;
- chevalier/dame grand-croix de première classe.

À titre militaire, il a été décerné aux militaires français qui ont débloqué Rome en 1849 et 1869, ainsi qu'aux officiers français des troupes pontificales qui ont défendu les États pontificaux de 1830 à 1870.
L'insigne de l'ordre porte une représentation de saint Grégoire sur l'avers et au revers la devise « Pro Deo et Principe » (« Pour Dieu et le prince »). Il est suspendu à un ruban rouge et or. Dans l'héraldique ecclésiastique, les grand-croix portent le ruban entourant leur écu, tandis que ceux des autres rangs un ruban en dessous de leur écu.

## Port sur uniforme
|           |            |                        |             |
| Chevalier | Commandeur | Commandeur avec étoile | Grand-croix |

## Membres
L'ordre comprend 17 000 membres au maximum.

### Grand-croix
- Paul Anthelme, auteur dramatique (France).
- François Bertrand, résistant, homme d’affaires et trésorier du Secours catholique (France).
- Louis, Olympe, Alphonse Bodson de Noirfontaine, général, détaché à Rome pour la protection des états de l’Église, le 9 décembre 1862.
- René Brouillet, ambassadeur de France (1959).
- Édouard de Castelnau, général (France, 1932).
- Jean Doulcet, ambassadeur de France.
- Michel François, historien (France, 1973).
- Henri-Constant Groussau, homme politique (France).
- Robert Halley, homme d'affaires (France).
- François Hébrard, universitaire, président de la Fédération gymnastique et sportive des patronages de France/Fédération sportive de France (FGSPF/FSF) (France).
- Émile Herbillon, général (France).
- Alice von Hildebrand, théologienne (Belgique).
- Dina Kawar, ambassadeur du Royaume hachémite de Jordanie.
- Léon Laleau, homme politique (Haïti).
- Dominique de La Rochefoucauld-Montbel, diplomate[1].
- Armand Jacques Leroy de Saint-Arnaud, maréchal de France.
- Bernard Louzeau, amiral, président de L'Œuvre d'Orient (juin 2006 à Paris, par André Vingt-Trois).
- Hubert Lyautey, maréchal de France, (1930).
- Honoré Mercier, homme politique (Canada, 1888).
- Comte Émile d'Oultremont, diplomate et homme politique (Belgique).
- Anne Joseph Théodore Peyssard (de Passorio), général de division (France).
- Comte Charles Woeste (Belgique).

### Commandeurs avec plaque et commandeurs
Note : les dates uniques indiquées entre parenthèses sont celles de remise de la décoration ; les dates doubles sont les dates de naissance et de décès du personnage si celui-ci n'a pas de page wikipédia.
- Antoine d'Abbadie (1881).
- Georges-Charles d'Amboise (1873).
- Paul-Joseph Ardant, général du Génie, député de la Moselle[2].
- Thomas-Joseph Armand-Calliat, orfèvre réputé et créateur d’objets religieux.
- Ernest Arminjon (1828-1901), magistrat, avocat (France).
- Robert Christian Bachmann, chef d'orchestre (Suisse, 2006).
- Ernest de Barolet (1825-1886), colonel d'infanterie (France, 1867)[N 2]
- Henri Bazire (1873-1919), avocat à la cour d'appel de Paris.
- Auguste de Becker Remy, homme politique et juriste belge.
- Vincent Benzi (France, 1952), membre de la société des gens de lettres de France.
- Polyeucte Berlier de Vauplane, avocat (France).
- Louis Beugniez (France).
- Émile de Bilde (Belgique), directeur-gérant des charbonnages du Hainaut, directeur du charbonnage d'Hautrage.
- vicomte Joseph de Biolley (1836-1885) (Belgique).
- Paul Blanchemain, écrivain et poète (France, 1903).
- Louis Henry Marie Le Court (1849-1921), notaire à Deauville, généalogiste et historien[réf. nécessaire].
- Louis Adolphe Bonard, gouverneur de la Cochinchine (France).
- Louis Bonnet-Eymard (1873-1974), négociant, président du conseil d'administration de La République de l'Isère et président de la Ligue dauphinoise d'action catholique.
- Jacques Bonnin de la Bonninière de Beaumont (France).
- Pierre Bossan, architecte de la basilique de Fourvière.
- Édouard Branly (France, 1938).
- Alexandre Braun, juriste et sénateur belge.
- Patrick Buisson (France, 21 janvier 2012)[3], écrivain, conseiller en communication.
- Jean-Baptiste Joseph Dominique (dit Jean-Édouard-Charles) Bumbray, avocat et juge (Canada, 1941)[4].
- Pierre-Marie Edme Campenon, entrepreneur français, fondateur de l'entreprise Campenon-Bernard.
- Ferdinand Cardez négociant, maire de Rions et consul général d'Haïti-Saint Domingue à Bordeaux.
- Patrick de Carolis, journaliste, écrivain, animateur de la télévision, membre de l'Académie des beaux-arts.
- Auguste Chancerelle (1842-1927), conserveur, 1921 (France).
- comte Raymond du Chastel d'Andelot de la Howarderie (1852-1941) (1902).
- Paul Chavanon (France).
- Alain Christnacht, haut fonctionnaire (France, 2011).
- Félix Clément, musicien et liturgiste.
- Pierre Cochereau, organiste titulaire de Notre Dame de Paris, directeur du Conservatoire national supérieur de musique de Lyon.
- Henri Conneau, médecin de Napoléon III.
- Pierre Cortellezzi (France, organiste - cathédrale de Nancy, 2011).
- René de Crouy-Chanel (1910-1988), consul général de France, ambassadeur (France).
- Jules Dassonville (France, 1938), directeur de La Presse régionale.
- Léon Barthélémy François Xavier de Dax, (commandeur, France, 1854), colonel de la milice d'Alger, conseiller membre du gouvernement de l'Algérie, officier de la Légion d'honneur en 1853[5].
- Émile Delisse (1855-1938), industriel-fromager, président du conseil d'administration du Nouvelliste de Bretagne.
- Alphonse Desjardins (Québec, 1913).
- Ladislas de Diesbach-Belleroche (1814-1864), chambellan du roi de Wurtemberg (Suisse).
- Jean-Marie Doublier (France, 2020)[réf. nécessaire].
- Émile Fauconneau Dufresne, conseiller à la Cour de cassation (France)
- Auguste Dumont de Chassart, sénateur belge[6]
- Barthélémy Dumortier, (Belgique)
- Paul Dutronc (1899-1993), professeur et maître de chapelle (France).
- Olivier Échappé, conseiller à la Cour de cassation et professeur à l'Institut catholique de Paris.
- Antonio Élie, député au Parlement de Québec (Canada, 1956).
- Charles-Henri Élie-Lefebvre (France, 1875).
- Pierre Eschenbrenner, ingénieur ETP et organiste de l'église Saint-Nicaise à Reims (France)[7]
- Ernest de Framond de La Framondie, homme politique et médecin (France).
- Émile Frésart, banquier, industriel (Belgique)[8]
- Jules Frésart, banquier et industriel, bourgmestre de Flône (Belgique)[8]
- Enrico Paolo Frittoli, entrepreneur (Monaco, 1996).
- Jean Gavouyère (1839-1909), universitaire, cofondateur de l'université catholique d'Angers, 1er doyen de la faculté de droit (bref pontifical du 11 septembre 1877).
- Jean-Claude Gaudin, homme politique (France).
- Charles-Alexandre Geoffroy de Grandmaison historien (France).
- Albert de Girardin (1840-1900), préfet (France).
- Léon Givon, conservateur du musée du Puy (revue diplomatique).
- Louis César Guérin (1810-1871), président de la soierie et banque Veuve Guérin et fils, président de la chambre de commerce de Lyon (France, 1867).
- Daniel Guéry (France, 2019).
- Bernard Hay (France, 1994).
- Sélim Hayek, docteur en médecine, fils du Père Youssef el Hayek (Saint-Siège, 1960).
- Hugues Hourdin, conseiller d'État honoraire, avocat  (France, 2022).
- Alfred de Jancigny, homme politique (France).
- Lucien Lacaze, amiral (1937).
- Ulrich Lampert (1865-1947), professeur de droit et droit canon (Suisse, 1917).
- Dominique de La Rochefoucauld-Montbel, prince et diplomate (2005) - grand croix (2023)
- André Latreille, universitaire (France).
- Claudius Lavergne, peintre (France).
- Christian Lavialle, professeur de droit à l'Université de Toulouse 1 Capitole (France, 2002).
- Eugène L'Ebraly, avocat (France, 1922).
- Joseph L'Hopital, écrivain (France).
- Georges Le Bidois, grammairien et professeur de littérature, (France, 26/11/1925)
- Hubert Leclef, juge (Belgique).
- Ludovic Leclef, directeur de banque (Belgique).
- Henry Le Court (1849-1921), historien, généalogiste normand
- Louis Lepoutre-Caulliez (1862-1935), industriel, vice-président de La Presse régionale.
- Jean Lèques, homme politique (Nouvelle-Calédonie).
- Joseph-Émile Lequime, médecin, (Belgique, 1876).
- Charles Levaillant, général (France).
- Rupert zu Loewenstein, banquier (Royaume-Uni).
- Henri de Loppinot, camérier secret de cape et d'épée (France, 1930).
- Charles de Maistre (France).
- Jean Maître (1861-1929), maitre de forges, président du conseil d'administration de L'Eclair comtois.
- Jean-Luc Marion (France), philosophe, professeur émérite des universités, membre de l'Académie française.
- Pierre Louis Fernand Marchal (1920-2014), ambassadeur de Belgique
- Louis François Rodrigue Masson, lieutenant-gouverneur du Québec (1887).
- Bernard Herry de Maupas du Juglart (1856-1924), avocat, camérier secret de cape et d'épée des papes Léon XIII, Pie X et Benoît XV (France).
- Henri de Meeûs (1826-1913) (Belgique).
- Honoré Melanson (Canada, 1926).
- Joseph Ménard, homme politique (France).
- Gérard Mémeteau, professeur de droit (France).
- Paul Michaux, chirurgien, président-fondateur de la FGSPF.
- Vincent Montagne, éditeur et homme d'affaires français, président du Syndicat national de l'édition, président-directeur général de Média participations.
- Rupert Murdoch, homme d'affaires, (États-Unis)[N 3].
- Francis Martin O'Donnell, ambassadeur, ancien représentant des Nations unies (Irlande, 2007).
- Ferdinand Alfred O'Gorman, propriétaire terrien français, rentier et défenseur de la foi catholique.
- Hippolyte Panhard (en juillet 1929).
- Maurice Parat (France).
- Émile Parisot, administrateur-directeur de la société vosgienne d'alimentation en gros La Jeanne d'Arc (France, 1939[9]).
- Camille Pascal (France, 2008).
- Laurent Passer (né en 1965), juriste, enseignant et écrivain public (Fribourg, Suisse, 2018)[10].
- Charles Grégoire Léonard Peyssard (de Passorio), officier dans la Garde impériale.
- Auguste Pittaud de Forges, homme de lettres, ancien sous-directeur au ministère de la guerre, commandeur en date du 18 février 1853[11]. (France).
- François Plaisant, diplomate, ambassadeur de France en Chine, vice-président de l’Œuvre d'Orient (le 24 novembre 2010 à Paris, par Mgr André Vingt-Trois).
- Roger Porri (1907-1984), avocat et bâtonnier, organiste de la cathédrale Notre-Dame-de-l'Assomption d'Ajaccio pendant 50 ans.
- Yves Prévost (Canada, 1956).
- Auguste Prou-Gaillard, négociant (France, 1881).
- Max Prud'homme (1869-1942), industriel cotonnier vosgien, vice-président de l'Association des chevaliers pontificaux, camérier d'honneur de cape et d'épée, administrateur de La Presse régionale et président d'honneur de la Fédération des catholiques vosgiens (France, 1929)[12].
- Pierre Prunet, architecte (France)[13].
- Petrus Regout, industriel néerlandais (1869)[réf. nécessaire].
- Henry Reverdy (journal La Croix, ACJF, Fédération nationale catholique, Action catholique, France, 1934).
- Charles de Robillard de Beaurepaire, historien.
- Louis Roland-Gosselin (France, 1896), agent de change parisien.
- Georges Rouault, artiste peintre (France, 1953).
- Léon Servais, homme politique social-chrétien belge (Belgique, 1970).
- Gabriel Spahn, militant des milieux associatifs et sportifs internationaux.
- Auguste de Tallenay, diplomate français.
- Pietro Tenerani, sculpteur.
- vicomte Charles Terlinden (1878-1972), historien belge.
- Héric de Thomas de Labarthe (1835-1919), militaire (France).
- Henri Thouvard (1874-1957), industriel, vice-président de la Ligue dauphinoise d'action catholique, administrateur de La République de l'Isère (France, 1941).
- Edgar Tinel, compositeur belge.
- Cyrille Vaillancourt (Québec, 1947).
- Fernand Van Goethem (Belgique, 1949).
- Jean-Louis Vivès, éditeur (France, 1872).
- Édouard Werlé, maire de Reims.
- Lawrence Alexander Wilson (1863-1934), sénateur (Québec, 1928)[14].
- Fernand de Wissocq (1869-1948), politicien (France, 1930).

### Chevaliers et dames
- Dr Amal H. Abou Zeid (Liban, 2015).
- Ara Aharonian, homme politique (Arménie, 2003).
- Marcel Albisetti (France, 2005).
- Pierre Andlauer, négociant (France, 1964).
- Paul Antoine, notaire, personnalité de l'enseignement catholique (France, 1965).
- Frédéric Audemard d'Alançon, polytechnicien et contrôleur général des armées de 1re classe.
- Xavier Barbier de Montault, prélat, archéologue et historiographe.
- Pierre Bardon (1934-2021), organiste.
- Santa Eva Bartoli, enseignante, responsable des projets à l'Œuvre d'Orient, le 24 novembre 2010 à Paris, par Mgr André Vingt-Trois.
- Pierre Beaulé, président fondateur de la Confédération des travailleurs catholiques du Canada.
- Julien Beeckmans de West-Meerbeeck (Belgique, 1863-1942), banquier et philanthrope.
- Adrien Berbrugger, archéologue (France).
- Bernard Berthod, historien, médecin et écrivain (Lyon, France, 2006).
- Augustin Bonnetty (France, 1845).
- Gaëtan Boucharlat de Chazotte (France, 2007).
- Pierre Achille Bourget (1848-1915), commerçant, zouave pontifical lors de la prise de Rome en 1870, maire de Lauzon et directeur de la poste à l’Assemblée législative de la Province de Québec (Canada, 1913).
- Henri Brault (France, 2013).
- Baron Jean de Brouwer, (Belgique)
- Charles Buisine-Rigot, menuisier, décorateur d'édifices religieux (Lille).
- Alfred Bury (1853-1939), passementier, cofondateur de la corderie de Marcq-en-Baroeul.
- Philippe Callies, archidiocèse de Monaco (2012).
- Michèle Cardoso (le 8 mars 2019 à Strasbourg, par Mgr Luc Ravel archevêque de Strasbourg).
- Dr François Carton, sous Pie XI.
- Alexandre Cavrois de Saternault (1870-1952), administrateur de La Presse régionale.
- Auguste Chancerelle (1842-1927), conserveur à Douarnenez (1935).
- Loïc Chancerelle, général de gendarmerie (2014).
- Joseph Chapotot (1812-1900) major du 16e régiment d'infanterie, le 29 novembre 1849.
- Louis Chappuy, propriétaire-fondateur de la verrerie Chappuy.
- Georges-Christian Chazot, polytechnicien, vice-président de Radio Notre-Dame (2008).
- Jean-Paul Chiasson.
- Alain Chobert, maitre de chapelle de la cathédrale de Dijon, chef de chœur de la maîtrise (2011).
- Augustin Chomel[15].
- Dr Balthazard Claraz, médecin chirurgien de Pie VII et Grégoire XVI (Savoie, 1817).
- Ernest Claudon (1823-1881), sous-préfet, (France, 16 juillet 1866).
- Joseph Cleret de Langavant (1859-1934), chef de bataillon.
- René Croési (Monaco, 2019).
- Susan Cunliffe-Lister, comtesse de Swinton, baronne Masham d'Ilton.
- Robert Davoudian (France, 2001).
- Françoise de Dax d'Axat, professeur honoraire, ancienne directrice de l'ISIT[16], chevalier de l'ordre des Arts et des Lettres (France, 2006).
- Jean Pierre Debeaune (France 1882), président du comité des écoles congréganistes libres de Lyon-Vaise.
- Jules Defaux, médecin, président de la section départemental du Nord du Parti Démocrate Populaire (France Lille)[17].
- Émile Dehaye (France, 1930).
- Dominique de La Rochefoucauld-Montbel.
- Eugène Delahaye (France, 1925), journaliste.
- Henri Delahaye (1848-1927) (France, 1899), maire de Vertou (Loire-Inférieure).
- Adolphe Delmasure (France, 1930).
- Jean-Baptiste Devaux (1827-1900), industriel textile (France).
- Kamiel D'Hooghe, organiste (Belgique).
- Wladimir Di Giorgio, consulteur honoraire de l'Académie pontificale (Rome, 1998).
- Lucien Douillard, architecte français, Prix de Rome en 1852.
- Ligori Doumayrou (France, 1961).
- Jean Antoine Dours (France) chirurgien et entomologiste.
- Yves Drouin (France, 2010) président du secours catholique du Loir-et-Cher.
- Eugène Droulers (1861-1929), industriel textile et personnalité de l'enseignement catholique (France, Nord).
- Pierre Droulers (1889-1944), industriel textile, président des associations de l'enseignement libre du Nord (France).
- Julien-Édouard-Alfred Dubuc, industriel (Canada, 1904).
- Pierre-Marie Dumont (France, 2005).
- Jean-Dominique Durand, historien (France, 2007).
- Edmond Duval, musicien (Belgique)[18].
- Maurice Eblé, personnalité du catholicisme social.
- Nagy Oidih El-Khoury (Liban, 2005[19]).
- Max Éraud, général de brigade, président de la Fédération sportive et culturelle de France (FSCF).
- Édouard Éverat (1855-1945), docteur ès-Lettres de la Faculté de Clermont (1905)[réf. nécessaire].
- Clément Faugier (1861-1941), industriel et homme politique ardéchois
- François Fialeix, maitre-verrier, créateur de la manufacture de vitraux de Mayet.
- Jacques de Font-Réaulx (France).
- Xavier Fournier de Bellevüe, maire de Soudan, conseiller général de la Loire-Inférieure (France)[20].
- Charles Frans (France)[réf. nécessaire].
- Albert Gandrille (1849-1931), président de la chambre des avoués d'Orléans
- Jacques de Giafferri, maître de chapelle de la collégiale Notre-Dame-la-Grande de Poitiers.
- Henri Gormand (France).
- Goudji, sculpteur et orfèvre (France, 2007).
- Joseph Grillon (1908-1982), expert-comptable.
- André Groussau (France).
- James Guerin (Canada).
- Hubert Guillotin[21] (président du conseil d'administration de l'association gestionnaire de l'Université catholique de l'Ouest Bretagne-Sud à Vannes, 2012).
- Léon Guillou, maître de chapelle de la maîtrise de la cathédrale Saint-Étienne, à Saint-Brieuc, directeur de la chorale diocésaine du diocèse Saint-Brieuc et Tréguier.
- Jean Hénaff agriculteur et industriel breton, médaille remise par Adolphe Duparc.
- Georges Imhaus (1817-1888), haut fonctionnaire, homme politique français, directeur de la presse et de la librairie au ministère de l’Intérieur sous le Second Empire, receveur général des finances.
- Henry d'Irumberry de Salaberry, maire de Fossé.
- Bernard Jabouin, marbrier-sculpteur, France, 1870.
- Élie Janvier de La Motte.
- Paul de Janzé (1828-1900), maire de Chartres-de Bretagne, France, 1883.
- François Jeanne (France, 1858).
- Alexis de Jussieu, archiviste de la Savoie (1868) [22]
- Edward Michaël Kerwin (États-Unis).
- Victor de La Brosse (1867-1952), avocat-bâtonnier à Riom.
- Henry Lacroix (1815-1893), industriel (France, 1889), encadrement par des religieuses[23].
- Édouard Lamy, architecte (France).
- Eugène L'Ebraly, avocat (France, 1904).
- Olivier Lebel (France, 2007).
- Gabriel Lédan (France).
- Maurice Lenormand, organiste titulaire du grand orgue de la cathédrale Saint-Vincent de Mâcon de 1906 à 1966[24].
- André Lépine, expert-comptable (France, 2006).
- Charles Leroy, architecte (France).
- Antoine Lestra, écrivain, penseur et journaliste.
- Jean Lestra (France 2014).
- Stéphen Liégeard, homme politique (France).
- Stanislas Loiret (1844-1919), industriel français, fondateur de la société Loiret et Haëntjens.
- Francesco Mantica, entrepreneur (Monaco, 2009).
- Auguste Marceau, officier de marine (France).
- Abel Marion, président général de l’Union catholique des cultivateurs du Québec[25].
- Jean-Joseph de Martin (1803-1883), docteur en médecine.
- Arthur Marie Martin-Lauzier, ancien zouave pontifical (France).
- Ruffin Matungala (Congo, 2007).
- Roland Melan (Monaco, 2019).
- Albert des Méloizes, archéologue et historien français, 1879.
- Gustave Meyrier, diplomate français (1896).
- Étienne Montagne.
- Henri Montagne, notaire français.
- Anastase Montlouis-Félicité, administrateur territorial (Martinique, France).
- Auguste Moreau-Deschanvres, peintre français.
- François Morvannou, universitaire (2013).
- Charles Mouterde (1922-2017), croix de guerre 1939-1945.
- Charles-Hubert Olivier, avocat (France).
- Gilbert Olivier, avocat, président de la FSCF.
- Raphael Oumoudian (Liban, 2012).
- Charles Ozanam.
- Casimir Pajot, Docteur en Droit de la Faculté de Paris (1905)[26].
- Yves Paillard-Brunet (1946-2005) (France 2002).
- Arthur Paquet, député (Canada, 1920).
- Patrice Pastor (Monaco, 2019).
- Auguste Pavin de Lafarge, industriel (France).
- Édouard Pavin de Lafarge, industriel (France).
- Jules Peeters, industriel (Belgique).
- Jacques Perot, conservateur général (H) du patrimoine, membre correspondant de l'académie des sciences morales et politiques (France, 2019).
- Marie-Thérèse Pictet-Althann, ambassadeur, observateur permanent de l'ordre souverain de Malte auprès de l'Office des nations unies à Genève (Suisse, 2014).
- Pierre Pincemaille, organiste (France).
- Pierre Pinsard, peintre, décorateur et architecte spécialiste de l'art sacré contemporain, commandeur de l'ordre pontifical du pape Saint-Sylvestre, chevalier de l'ordre de la Couronne belge (France).
- Antonio Pirès (Portugal, 2005).
- Léon Poncet (1873-1941), directeur-rédacteur en chef de La République de l'Isère].
- Urbain Poncet (1872-1934), avocat (France, 1927).
- Laurent Poichotte (2023)
- Henri Portier (France).
- Jean Pradel (France, 2012).
- Georges Railliet (1881-1970), médecin, Reims (France).
- Sébastien Remy, médecin (France, 1930).
- Antoine Richard, soyeux lyonnais, industriel (France).
- Bernard Richard (1895-1968), soyeux lyonnais, industriel (France).
- Joseph Richard, soyeux lyonnais, industriel (France).
- Marcel Riou, gérant foyer Notre-Dame de Valbenoîte (Saint-Étienne, France, 1961).
- Edmond des Robert (1878-1955) (France, 1930).
- André Roger (France, 1928-2018), maire, gérant, bénévole.
- Roger Rossi, entrepreneur (Monaco, 2010).
- Jules Rostand (1820-1889), négociant, industriel et homme d'affaires.
- Jules II Rostand (1847-1930), banquier, maire d'Andilly.
- Adrien Rougier, compositeur, organiste (France, 1965).
- Marcel Rudloff, personnalité politique française.
- Charles Salvy (1851-1918), avocat à la Cour d'appel de Riom et bâtonnier (1905)[réf. nécessaire].
- Joseph Elian Sarkis, homme de lettres, bibliographe et libraire-éditeur (Le Caire, 1926).
- René Savatier (France, 1971).
- Élisée François Marie Sénès (Beyrouth entre 1880 et 1888), médecin, grand-père du lieutenant Élisée Alban Darthenay.
- Charles Auguste Senoutzen, industriel lillois, (France, 1903).
- Gabriel Simar
- Sylvain du Sorbiers de la Tourrasse (France, 2008).
- Michel de Soye, secrétaire général de l'Œuvre d'Orient (juin 2006 à Paris par Mgr André Vingt-Trois).
- Jacques de Surmont (1927-2016) (France, 2004).
- Patrick Thélot
- Yves Terrat (France, 1994).
- Alexandre Terreaux (France, 1930).
- Louis Testu de Balincourt (France, diocèse de Blois, 2013).
- Tony Tollet, artiste peintre (France, 1939).
- Michel Vaillat, homme politique (France, 2008).
- Philippe Van der Haeghen.
- René van der Linden homme politique (Pays-Bas, 2004).
- Jacques Vian des Rives, architecte (France,1998)[27].
- Joseph Viel, "colon méritant"[28], (Québec, 1938).
- Mathieu de Vienne (France, 1930).
- Catherine Vierling, médecin (France, 2016).
- Joseph Vignancour, docteur en droit de la Faculté de Paris (1905)[29].
- Pierre Villaréal, homme d'affaires (Vietnam 1971).
- Étienne Zongo, service de l'Église (Nouvelle-Calédonie, 2007).

### Membres à titre militaire
- Augustin Numa d'Albiousse (1831-1911) en 1861, comte romain héréditaire (1887), né à Uzès le 2 septembre 1831, commandant (major) des zouaves pontificaux (1860-1870), lieutenant-colonel de la légion des Volontaires de l'Ouest (1870-1871), chevalier de l'ordre royal et militaire de Saint-Louis (1899)[N 4] et de l'ordre de Pie IX (1867), décoré des médailles de Crimée (1856), d'Italie (1859) et de Benemerenti, de la valeur militaire de Sardaigne et de la croix de Mentana (1867).
- Georges-Louis de Berthier de Grandry, général comte de Berthier (France, commandeur  en 1855).
- Philias Bleau, zouave pontifical (Canada, 1920).
- Auguste Cappe de Baillon (France).
- Carlos Cordonnier (France).
- Charles Le Bailly (France).
- Casimir de Limairac (France).
- Émile Mellinet (France, commandeur en 1853).
- Antoine de Meyer (Suisse).
- Charles-Nicolas Michelet (France, 1864).
- Josué Nicolas Pinault (Canada, 1870, commandeur en 1916).
- Ludovic de Rigaud (France).
- Arthur de Trentinian (France, 18 novembre 1860).
- Paul Vivien (1859)[réf. nécessaire].